# Ima ga omoide ni naru made
Ima ga omoide ni naru made (jap. 今が思い出になるまで) – czwarty album studyjny japońskiego zespołu Nogizaka46, wydany w Japonii 17 kwietnia 2019 roku przez N46Div..
Album został wydany w pięciu edycjach: regularnej (CD), limitowanej CD+Blu-ray+fotoksiążka oraz dwóch limitowanych CD+Blu-ray (Type-A, Type-B). Osiągnął 1 pozycję w rankingu Oricon i pozostał na liście przez 38 tygodni, sprzedał się w nakładzie 520 364 egzemplarzy. Zdobył status podwójnej platynowej płyty.

## Lista utworów
Wszystkie utwory zostały napisane przez Yasushiego Akimoto.

### Edycja limitowana First Production
| CD  | CD                                                                    | CD                           | CD                                    | CD      |
| Nr  | Tytuł utworu                                                          | Kompozycja                   | Aranżacja                             | Długość |
| --- | --------------------------------------------------------------------- | ---------------------------- | ------------------------------------- | ------- |
| 1.  | „Arigachi na ren’ai” (jap. ありがちな恋愛)                            | Katsuhiko Sugiyama           | Yūichi "Masa" Nonaka                  | 3:57    |
| 2.  | „Nigemizu” (jap. 逃げ水)                                              | Yōhei Tanimura               | Yōhei Tanimura                        | 5:08    |
| 3.  | „Itsuka dekirukara kyō dekiru” (jap. いつかできるから今日できる)      | Akira Sunset, Seiichi Kyōda  | Seiichi Kyōda, Akira Sunset           | 4:39    |
| 4.  | „Synchronicity” (jap. シンクロニシティ)                               | Satori Shiraishi             | Satori Shiraishi                      | 4:14    |
| 5.  | „Jikochū de ikō!” (jap. ジコチューで行こう!)                          | Nasuka                       | Yūichi "Masa" Nonaka                  | 4:09    |
| 6.  | „Kaerimichi wa tōmawari shitaku naru” (jap. 帰り道は遠回りしたくなる) | Toshihiko Watanabe           | Toshihiko Watanabe, Hirotaka Hayakawa | 4:29    |
| 7.  | „Under” (jap. アンダー)                                               | Tōru Shiratsuchi             | Naoki Endō                            | 4:12    |
| 8.  | „My rule”                                                             | Takuya Fujita                | Takuya Fujita                         | 4:32    |
| 9.  | „Atarashii sekai” (jap. 新しい世界)                                   | Takahiro Furukawa            | Takahiro Furukawa                     | 4:35    |
| 10. | „Sankaku no akichi” (jap. 三角の空き地)                               | Hiroki Sagawa/Yasutaka.Ishio | Yasutaka.Ishio                        | 4:00    |
| 11. | „Nichijō” (jap. 日常)                                                 | Akira Sunset, Taishi Noguchi | Akira Sunset, Taishi Noguchi          | 4:08    |
| 12. | „Moshi kimi ga inakereba” (jap. もし君がいなければ) (wyk. Misa Etō)   | Katsuhiko Sugiyama           | Katsuhiko Sugiyama, Tatsurō Ariki     | 4:26    |
| 13. | „Kiss no shuriken” (jap. キスの手裏剣)                                | Tomokazu Yamada              | Shōhei Sumiya                         | 4:21    |
| 14. | „Against”                                                             | Takahiro Furukawa            | Takahiro Furukawa                     | 4:27    |
| 15. | „Tsuzuku” (jap. つづく) (wyk. Nanase Nishino)                         | Makoto Wakatabe              | Makoto Wakatabe                       | 4:26    |

| Blu-ray | Blu-ray | Blu-ray |
| Nr      | Tytuł utworu | Długość |
| ------- | --- | ------- |
| 1.      | „«Nogizaka no uta» (Ikoma Rina sotsugyō Concert @ Nippon Budōkan)” (jap. 「乃木坂の詩」(生駒里奈 卒業コンサート@日本武道館)) |         |
| 2.      | „«Against» (Ikoma Rina sotsugyō Concert @ Nippon Budōkan)” (jap. 「Against」(生駒里奈 卒業コンサート@日本武道館)) |         |
| 3.      | „«Koko janai doko ka» (Ikoma Rina sotsugyō Concert @ Nippon Budōkan)” (jap.「ここじゃないどこか」(生駒里奈 卒業コンサート@日本武道館))                                                                                          |         |
| 4.      | „«Seifuku no Mannequin» (Ikoma Rina sotsugyō Concert @ Nippon Budōkan)” (jap. 「制服のマネキン」(生駒里奈 卒業コンサート@日本武道館))                                                                                           |         |
| 5.      | „«Kimi no na wa kibō» (Ikoma Rina sotsugyō Concert @ Nippon Budōkan)” (jap. 「君の名は希望」(生駒里奈 卒業コンサート@日本武道館))                                                                                               |         |
| 6.      | „«My rule» («Itsuka dekirukara kyō dekiru» Hatsubai kinen zenkoku akushu-kai @ Intex Ōsaka)” (jap. My rule」(「いつかできるから今日できる」発売記念 全国握手会@インテックス大阪))                                               |         |
| 7.      | „«Girl’s Rule» (6th YEAR BIRTHDAY LIVE @ Chichibunomiya Rugby Stadium)” (jap. 「ガールズルール」(6th YEAR BIRTHDAY LIVE@秩父宮ラグビー場))                                                                                      |         |
| 8.      | „«Yubi bōenkyō» (Underlive 2018 ~Hokkaidō Series~ @ Zepp Sapporo)” (jap. 「指望遠鏡」(アンダーライブ2018〜北海道シリーズ〜@Zepp Sapporo))                                                                                       |         |
| 9.      | „«Kokuhaku no junban» (Wakatsuki Yumi sotsugyō Ceremony @ Nippon Budōkan)” (jap. 「告白の順番」(若月佑美 卒業セレモニー@日本武道館))                                                                                            |         |
| 10.     | „«Rewind ano hi» (Wakatsuki Yumi sotsugyō Ceremony @ Nippon Budōkan)” (jap. 「Rewindあの日」(若月佑美 卒業セレモニー@日本武道館))                                                                                               |         |
| 11.     | „«Dankeschön» (Wakatsuki Yumi sotsugyō Ceremony @ Nippon Budōkan)” (jap. 「ダンケシェーン」(若月佑美 卒業セレモニー@日本武道館))                                                                                                |         |
| 12.     | „«Harujion ga sakukoro» (Underlive 2018 ~Kantō Series~ @ Musashino no mori Sports Plaza)” (jap. 「ハルジオンが咲く頃」(アンダーライブ2018〜関東シリーズ〜@武蔵野の森スポーツプラザ))                                            |         |
| 13.     | „«Tsuzuku» (7th YEAR BIRTHDAY LIVE ~Nishino Nanase sotsugyō Concert~ @ Ōsaka Kyōcera Dome)” (jap. 「つづく」(7th YEAR BIRTHDAY LIVE〜西野七瀬 卒業コンサート〜@大阪京セラドーム))                                               |         |
| 14.     | „«Kaerimichi wa tōmawari shitaku naru» (7th YEAR BIRTHDAY LIVE ~Nishino Nanase sotsugyō Concert~ @ Ōsaka Kyōcera Dome)” (jap. 「帰り道は遠回りしたくなる」(7th YEAR BIRTHDAY LIVE〜西野七瀬 卒業コンサート〜@大阪京セラドーム)) |         |
| 15.     | „«Kōgōsei kibō» (7th YEAR BIRTHDAY LIVE ~Nishino Nanase sotsugyō Concert~ @ Ōsaka Kyōcera Dome)” (「光合成希望」(7th YEAR BIRTHDAY LIVE〜西野七瀬 卒業コンサート〜@大阪京セラドーム))                                           |         |

### Type-A
| CD  | CD | CD                           | CD                                    | CD      |
| Nr  | Tytuł utworu | Kompozycja                   | Aranżacja                             | Długość |
| --- | --- | ---------------------------- | ------------------------------------- | ------- |
| 1.  | „Arigachi na ren’ai” (jap. ありがちな恋愛)                                                                                                   | Katsuhiko Sugiyama           | Yūichi "Masa" Nonaka                  | 3:57    |
| 2.  | „Nigemizu” (jap. 逃げ水) | Yōhei Tanimura               | Yōhei Tanimura                        | 5:08    |
| 3.  | „Itsuka dekirukara kyō dekiru” (jap. いつかできるから今日できる)                                                                             | Akira Sunset, Seiichi Kyōda  | Seiichi Kyōda, Akira Sunset           | 4:39    |
| 4.  | „Synchronicity” (jap. シンクロニシティ) | Satori Shiraishi             | Satori Shiraishi                      | 4:14    |
| 5.  | „Jikochū de ikō!” (jap. ジコチューで行こう!)                                                                                                 | Nasuka                       | Yūichi "Masa" Nonaka                  | 4:09    |
| 6.  | „Kaerimichi wa tōmawari shitaku naru” (jap. 帰り道は遠回りしたくなる)                                                                        | Toshihiko Watanabe           | Toshihiko Watanabe, Hirotaka Hayakawa | 4:29    |
| 7.  | „Under” (jap. アンダー) | Tōru Shiratsuchi             | Naoki Endō                            | 4:12    |
| 8.  | „My rule” | Takuya Fujita                | Takuya Fujita                         | 4:32    |
| 9.  | „Atarashii sekai” (jap. 新しい世界) | Takahiro Furukawa            | Takahiro Furukawa                     | 4:35    |
| 10. | „Sankaku no akichi” (jap. 三角の空き地) | Hiroki Sagawa/Yasutaka.Ishio | Yasutaka.Ishio                        | 4:00    |
| 11. | „Nichijō” (jap. 日常) | Akira Sunset, Taishi Noguchi | Akira Sunset, Taishi Noguchi          | 4:08    |
| 12. | „Hōzue o tsuite wa nemurenai” (jap. 頬杖をついては眠れない) (wyk. Manatsu Akimoto, Yuri Saitō, Mai Shiraishi, Mai Shinuchi, Kazumi Takayama) | Super Mahirock               | Huge M                                | 3:51    |
| 13. | „Pocchitō” (jap. ぽっち党) (wyk. Erika Ikuta, Shiori Kubo, Reika Sakurai)                                                                    | Yū Shōji                     | Yū Shōji                              | 3:08    |
| 14. | „Boku no shōdō” (jap. 僕の衝動) | Nobutaka Ishii               | Nobutaka Ishii                        | 4:14    |
| 15. | „Scout Man” (jap. スカウトマン) | SaSA                         | SaSA                                  | 3:48    |

| Blu-ray (Midsummer National Tour 2018 (Fukuoka & Ōsaka)) | Blu-ray (Midsummer National Tour 2018 (Fukuoka & Ōsaka))                                                  | Blu-ray (Midsummer National Tour 2018 (Fukuoka & Ōsaka)) |
| Nr                                                       | Tytuł utworu                                                                                              | Długość                                                  |
| -------------------------------------------------------- | --- | -------------------------------------------------------- |
| 1.                                                       | „Bōkyaku to bigaku” (jap. 忘却と美学)                                                                     |                                                          |
| 2.                                                       | „Secret Graffiti” (jap. シークレットグラフィティー)                                                       |                                                          |
| 3.                                                       | „Gomen ne, Smoothie” (jap. ごめんね、スムージー)                                                          |                                                          |
| 4.                                                       | „Sekkachi na katatsumuri” (jap. せっかちなかたつむり)                                                     |                                                          |
| 5.                                                       | „Ikuate no nai bokutachi” (jap. 行くあてのない僕たち)                                                     |                                                          |
| 6.                                                       | „Kōgōsei kibō” (jap. 光合成希望)                                                                          |                                                          |
| 7.                                                       | „Muhyōjō” (jap. 無表情)                                                                                   |                                                          |
| 8.                                                       | „Boku ga ikanakya dare ga ikunda?” (jap. 僕が行かなきゃ誰が行くんだ?)                                     |                                                          |
| 9.                                                       | „Sono saki no deguchi” (jap. その先の出口)                                                                |                                                          |
| 10.                                                      | „Hakumai-sama” (jap. 白米様)                                                                              |                                                          |
| 11.                                                      | „2-dome no Kiss kara” (jap. 2度目のキスから)                                                              |                                                          |
| 12.                                                      | „Against”                                                                                                 |                                                          |
| 13.                                                      | „Jibun no koto” (jap. 自分のこと)                                                                         |                                                          |
| 14.                                                      | „Otona e no chikamichi” (jap. 大人への近道)                                                               |                                                          |
| 15.                                                      | „Inochi no shinjitsu Musical «Ringo uri to kamemushi»” (jap. 命の真実 ミュージカル「林檎売りとカメムシ」) |                                                          |
| 16.                                                      | „Yasashisa to wa” (jap. やさしさとは)                                                                     |                                                          |

### Type-B
| CD  | CD | CD                             | CD                                    | CD      |
| Nr  | Tytuł utworu                                                                                                  | Kompozycja                     | Aranżacja                             | Długość |
| --- | --- | ------------------------------ | ------------------------------------- | ------- |
| 1.  | „Arigachi na ren’ai” (jap. ありがちな恋愛)                                                                    | Katsuhiko Sugiyama             | Yūichi "Masa" Nonaka                  | 3:57    |
| 2.  | „Nigemizu” (jap. 逃げ水)                                                                                      | Yōhei Tanimura                 | Yōhei Tanimura                        | 5:08    |
| 3.  | „Itsuka dekirukara kyō dekiru” (jap. いつかできるから今日できる)                                              | Akira Sunset, Seiichi Kyōda    | Seiichi Kyōda, Akira Sunset           | 4:39    |
| 4.  | „Synchronicity” (jap. シンクロニシティ)                                                                       | Satori Shiraishi               | Satori Shiraishi                      | 4:14    |
| 5.  | „Jikochū de ikō!” (jap. ジコチューで行こう!)                                                                  | Nasuka                         | Yūichi "Masa" Nonaka                  | 4:09    |
| 6.  | „Kaerimichi wa tōmawari shitaku naru” (jap. 帰り道は遠回りしたくなる)                                         | Toshihiko Watanabe             | Toshihiko Watanabe, Hirotaka Hayakawa | 4:29    |
| 7.  | „Under” (jap. アンダー)                                                                                       | Tōru Shiratsuchi               | Naoki Endō                            | 4:12    |
| 8.  | „My rule” | Takuya Fujita                  | Takuya Fujita                         | 4:32    |
| 9.  | „Atarashii sekai” (jap. 新しい世界)                                                                           | Takahiro Furukawa              | Takahiro Furukawa                     | 4:35    |
| 10. | „Sankaku no akichi” (jap. 三角の空き地)                                                                       | Hiroki Sagawa/Yasutaka.Ishio   | Yasutaka.Ishio                        | 4:00    |
| 11. | „Nichijō” (jap. 日常)                                                                                         | Akira Sunset, Taishi Noguchi   | Akira Sunset, Taishi Noguchi          | 4:08    |
| 12. | „Sayuringo boshū-chū” (jap. さゆりんご募集中) (wyk. Sayuri Matsumura, Karin Itō, Kotoko Sasaki, Ranze Terada) | Kenta Urashima, Hiroto Kikuchi | Kenta Urashima, Hiroto Kikuchi        | 4:06    |
| 13. | „Gorgonzola” (jap. ゴルゴンゾーラ) (wyk. Hinako Kitano, Miona Hori, Miria Watanabe)                           | BASEMINT                       | BASEMINT                              | 4:20    |
| 14. | „Tokitokimekimeki” (jap. トキトキメキメキ)                                                                    | Satoshi Nakayama, Yū Adachi    | Satoshi Nakayama, Yū Adachi           | 4:00    |
| 15. | „Mirai no kotae” (jap. 未来の答え)                                                                            | Yūsuke Itagaki                 | Yūsuke Itagaki                        | 5:23    |

| Blu-ray (Midsummer National Tour 2018 (Aichi & Miyagi)) | Blu-ray (Midsummer National Tour 2018 (Aichi & Miyagi))          | Blu-ray (Midsummer National Tour 2018 (Aichi & Miyagi)) |
| Nr                                                      | Tytuł utworu                                                     | Długość                                                 |
| ------------------------------------------------------- | ---------------------------------------------------------------- | ------------------------------------------------------- |
| 1.                                                      | „Yokubō no Reincarnation” (jap. 欲望のリインカーネーション)      |                                                         |
| 2.                                                      | „Kūki-kan” (jap. 空気感)                                         |                                                         |
| 3.                                                      | „Kōmori yo” (jap. コウモリよ)                                    |                                                         |
| 4.                                                      | „Minikui watashi” (jap. 醜い私)                                  |                                                         |
| 5.                                                      | „Teitaion no Kiss” (jap. 低体温のキス)                           |                                                         |
| 6.                                                      | „Arakajime katarareru Romance” (jap. あらかじめ語られるロマンス) |                                                         |
| 7.                                                      | „Onna wa hitori ja nemurenai” (jap. 女は一人じゃ眠れない)        |                                                         |
| 8.                                                      | „Ryūsei Discotique” (jap. 流星ディスコティック)                  |                                                         |
| 9.                                                      | „Anata no tame ni hikitai” (jap. あなたのために弾きたい)         |                                                         |
| 10.                                                     | „Igai BREAK” (jap. 意外BREAK)                                    |                                                         |
| 11.                                                     | „Maa ii ka?” (jap. まあいいか?)                                  |                                                         |
| 12.                                                     | „Kimi ni okuru hana ga nai” (jap. 君に贈る花がない)              |                                                         |
| 13.                                                     | „Kodoku kyōdai” (jap. 孤独兄弟)                                  |                                                         |
| 14.                                                     | „Taiyō ni kudokarete” (jap. 太陽に口説かれて)                    |                                                         |
| 15.                                                     | „Tsuki no okisa” (jap. 月の大きさ)                               |                                                         |
| 16.                                                     | „Mizutama moyō” (jap. 水玉模様)                                  |                                                         |
| 17.                                                     | „Live kami” (jap. ライブ神)                                      |                                                         |

### Edycja regularna
| CD  | CD                                                                    | CD                           | CD                                    | CD      |
| Nr  | Tytuł utworu                                                          | Kompozycja                   | Aranżacja                             | Długość |
| --- | --------------------------------------------------------------------- | ---------------------------- | ------------------------------------- | ------- |
| 1.  | „Arigachi na ren’ai” (jap. ありがちな恋愛)                            | Katsuhiko Sugiyama           | Yūichi "Masa" Nonaka                  | 3:57    |
| 2.  | „Nigemizu” (jap. 逃げ水)                                              | Yōhei Tanimura               | Yōhei Tanimura                        | 5:08    |
| 3.  | „Itsuka dekirukara kyō dekiru” (jap. いつかできるから今日できる)      | Akira Sunset, Seiichi Kyōda  | Seiichi Kyōda, Akira Sunset           | 4:39    |
| 4.  | „Synchronicity” (jap. シンクロニシティ)                               | Satori Shiraishi             | Satori Shiraishi                      | 4:14    |
| 5.  | „Jikochū de ikō!” (jap. ジコチューで行こう!)                          | Nasuka                       | Yūichi "Masa" Nonaka                  | 4:09    |
| 6.  | „Kaerimichi wa tōmawari shitaku naru” (jap. 帰り道は遠回りしたくなる) | Toshihiko Watanabe           | Toshihiko Watanabe, Hirotaka Hayakawa | 4:29    |
| 7.  | „Under” (jap. アンダー)                                               | Tōru Shiratsuchi             | Naoki Endō                            | 4:12    |
| 8.  | „My rule”                                                             | Takuya Fujita                | Takuya Fujita                         | 4:32    |
| 9.  | „Atarashii sekai” (jap. 新しい世界)                                   | Takahiro Furukawa            | Takahiro Furukawa                     | 4:35    |
| 10. | „Sankaku no akichi” (jap. 三角の空き地)                               | Hiroki Sagawa/Yasutaka.Ishio | Yasutaka.Ishio                        | 4:00    |
| 11. | „Nichijō” (jap. 日常)                                                 | Akira Sunset, Taishi Noguchi | Akira Sunset, Taishi Noguchi          | 4:08    |
| 12. | „Mōsugu ~Zambi densetsu~” (jap. もうすぐ〜ザンビ伝説〜)               | Tsuyoshi Watanabe            | Tsuyoshi Watanabe                     | 5:41    |
| 13. | „Caravan wa nemuranai” (jap. キャラバンは眠らない)                    | CottON                       | CottON                                | 4:09    |
| 14. | „Live kami” (jap. ライブ神)                                           | SaSA                         | SaSA                                  | 4:27    |
| 15. | „Jibun janai kanji” (jap. 自分じゃない感じ)                           | Tadashi Tsukida              | Tadashi Tsukida                       | 4:07    |

## Notowania
| Lista                      | Pozycja |
| -------------------------- | ------- |
| Oricon Weekly Album Chart  | 1       |
| Billboard Japan Hot Albums | 1       |
| Oricon Yearly Album Chart  | 3       |